# Jidvei (gmina)
Jidvei – gmina w Rumunii, w okręgu Alba. Obejmuje miejscowości Bălcaciu, Căpâlna de Jos, Feisa, Jidvei i Veseuș. W 2011 roku liczyła 5300 mieszkańców. 